# Antiquark d
L'antiquark d (avall) és l'antipartícula del quark d. Això vol dir que comparteixen la mateixa massa, però amb els nombres quàntics, com la càrrega, oposats i que, si els dos es troben, es desintegren completament en radiació gamma.
Es pot agrupar per a fer partícules compostes:
- 1 antiquark d i 2 antiquarks u, componen un antiprotó.
- 2 antiquarks d i un antiquark u componen un antineutró.